# Cancion Nacional Chilena
Canción Nacional Chilena este imnul național din Chile până în 1847. Acesta a fost scris de Bernardo de Vera y Pintado și compuse de Manuel Robles.

## Trimite
Coro
Dulce Patria, recibe los votos
con que Chile en tus aras juró
que o la tumba serás de los libres
o el asilo contra la opresión.
I
Ciudadanos: el amor sagrado
de la patria os convoca a la lid:
libertad es el eco de alarma
la divisa: triunfar o morir.
El cadalso o la antigua cadena
os presenta el soberbio español:
arrancad el puñal al tirano
quebrantad ese cuello feroz.
II
Habituarnos quisieron tres siglos
del esclavo a la suerte infeliz
que al sonar de sus propias cadenas
más aprende a cantar que a gemir.
Pero el fuerte clamor de la Patria
ese ruido espantoso acalló
y las voces de la Independencia
penetraron hasta el corazón.
III
En sus ojos hermosos la Patria
nuevas luces empieza a sentir
y observando sus altos derechos
se ha encendido en ardor varonil.
De virtud y justicia rodeada
a los pueblos del orbe anunció
que con sangre de Arauco ha firmado
la gran carta de emancipación.
IV
Los tiranos en rabia encendidos
y tocando de cerca su fin
desplegaron la furia impotente,
que aunque en vano se halaga en destruir.
Ciudadanos mirad en el campo
el cadáver del vil invasor...;
que perezca ese cruel que el sepulcro
tan lejano a su cuna buscó
V
Esos valles también ved, chilenos,
que el Eterno quiso bendecir,
y en que ríe la naturaleza
aunque ajada del déspota vil
Al amigo y al deudo más caro
sirven hoy de sepulcro y de honor:
mas la sangre del héroe es fecunda
y en cada hombre cuenta un vengador.
VI
Del silencio profundo en que habitan
esos Manes ilustres, oíd
que os reclamen venganza, chilenos,
y en venganza a la guerra acudid.
De Lautaro, Colo-Colo y Rengo
reanimad el nativo valor
y empeñad el coraje en las fieras
que la España a extinguirnos mandó.
VII
Esos monstruos que cargan consigo
el carácter infame y servil,
¿cómo pueden jamás compararse
con los héroes del Cinco de Abril?
Ellos sirven al mismo tirano
que su ley y su sangre burló;
por la Patria nosotros peleamos
nuestra vida, libertad y honor.
VIII
Por el mar y la tierra amenazan
los secuaces del déspota vil
pero toda la naturaleza
los espera para combatir:
el Pacífico al Sud y Occidente
al Oriente los Andes y el Sol
por el Norte un inmenso desierto
y el centro libertad y unión.
IX
Ved la insignia con que en Chacabuco
al intruso supisteis rendir
y el augusto tricolor que en Maipo
en un día de triunfo nos dio mil.
Vedle ya señoreando el océano
y flameando sobre el fiero león
se estremece a su vista el íbero
nuestros pechos inflama el valor.
X
Ciudadanos, la gloria presida
De la Patria el destino feliz,
i podrán las edades futuras
a sus padres así bendecir.
Venturosas mil veces las vidas
Con que Chile su dicha afianzó.
Si quedare un tirano, su sangre
de los héroes escriba el blasón.